# Unforgettable (3.ª temporada)
A Terceira Temporada' de Unforgettable foi anunciada pela CBS em 27 de setembro de 2013, para ir ao ar no Verão (Norte Americano) de 2014.

## Elenco

### Principal
- Poppy Montgomery como Det. Carrie Wells
- Dylan Walsh como Lt. Al Burns
- Jane Curtin como Dra. Joanne Webster
- Dallas Roberts como Eliot Delson
- Tawny Cypress como Cherie Rollins-Murray
- James Liao como Jay Lee

## Episódios
| Seq. | Ep. | Titulo             | Director          | Escritor                                                    | Exibido Originalmente  | Audiência EUA (milhões) |
| ---- | --- | ------------------ | ----------------- | ----------------------------------------------------------- | ---------------------- | ----------------------- |
| 36   | 1   | "New Hundred"      | Peter Werner      | Story by: Ed Decter Teleplay by: Ed Decter & Spencer Hudnut | 29 de junho de 2014    | 6.22                    |
| 37   | 2   | "The Combination"  | Matt Earl Beesley | Daniele Nathanson                                           | 6 de julho de 2014     | 6.20                    |
| 38   | 3   | "The Haircut"      | Matthew Penn      | Quinton Peeples                                             | 13 de julho de 2014    | 6.02                    |
| 39   | 4   | "Cashing Out"      | Jean de Segonzac  | Spencer Hudnut                                              | 20 de julho de 2014    | 6.39                    |
| 40   | 5   | "A Moveable Feast" | Andy Wolk         | Gina Gold & Aurorae Khoo                                    | 27 de julho de 2014    | 6.45                    |
| 41   | 6   | "Stray Bullet"     | Christine Moore   | Michael Reisz                                               | 3 de agosto de 2014    | 5.67                    |
| 42   | 7   | "Throwing Shade"   | Paul Holahan      | Michael Reisz                                               | 17 de agosto de 2014   | 6.28                    |
| 43   | 8   | "The Island"       | Oz Scott          | Michael Reisz                                               | 24 de agosto de 2014   | 6.39                    |
| 44   | 9   | "Admissions"       | Michael Pressman  | Sean Crouch                                                 | 30 de agosto de 2014   | 4.14                    |
| 45   | 10  | "Fire and Ice"     | Darnell Martin    | Story by: Ed Decter Teleplay by: Quinton Peeples            | 31 de agosto de 2014   | 6.02                    |
| 46   | 11  | "True Identity"    | Nick Gomez        | Sean Crouch & Daniele Nathanson                             | 7 de setembro de 2014  | 6.97                    |
| 47   | 12  | "Moving On"        | Paul Holohan      | Story by: Louisa Hill Teleplay by: Spencer Hudnut           | 14 de setembro de 2014 | ASA                     |
| 48   | 13  | "DOA"              | Matt Earl Beesley | Quinton Peeples                                             | 14 de setembro de 2014 | ASA                     |